# Pitharatus
Pitharatus junghuhni es una especie de araña araneomorfa de la familia Araneidae. Es el único miembro del género monotípico Pitharatus. Es originaria de Malasia e Indochina.